# Clube Desportivo Santa Clara
O Clube Desportivo Santa Clara ou apenas Santa Clara é um clube de Ponta Delgada, Ilha de São Miguel, Açores, Portugal. É o clube mais representativo dos Açores. Os seus maiores feitos, são as duas conquistas do Campeonato Nacional da 2ª Liga em 2000/01 e 2023/24; do Campeonato Nacional da 2ª Divisão B em 1997/98 e ainda as 9 presenças na Primeira Liga, sendo o único clube dos Açores a participar nesta competição.
O clube manda os seus jogos em casa no Estádio de São Miguel com capacidade para 12 500 pessoas.
O jogador Pauleta iniciou sua carreira neste clube. Também, por este clube, passaram treinadores como Manuel José, Paulo Sérgio e Vítor Pereira.

## História
O Clube Desportivo Santa Clara é o resultado final da grande criação de Rodrigo Neto, algo distante no tempo mas muito próximo no essencial, de um fenómeno sócio-desportivo que, iniciando-se em finais de 1917, teve o seu apogeu durante os anos de 1919 e 1920, o auge da animada disputa dos "Campeonatos de Santa Clara", competição na qual participavam equipas em representação de algumas das várias "lojas de Santa Clara". Assim, a 31 de Janeiro de 1921 nasce o CD Santa Clara apresentando-se como herdeiro natural dos dois outros "Santa Claras": o "Santa Clara Foot-ball Club" e o "Sport Club Santa Clara", ambos antes dele também filiados na "Associação de Foot-ball de Sam Miguel", hoje; Associação de Futebol de Ponta Delgada.
A primeira Direção do Clube Desportivo Santa Clara foi eleita por aclamação a uma Quinta-Feira, 12 de Maio de 1927, tendo os seus estatutos de fundação sido aprovados pouco depois, a 21 Junho de 1927, numa Assembleia-geral que para o efeito fora convocada e então foi presidida pelo Tenente João Joaquim Vicente Jr. O processo de constituição do clube culmina a 29 Julho de 1927 com a concessão pelo Governo Civil de Ponta Delgada do respetivo alvará.
O Clube Desportivo Santa Clara solicitou a sua inscrição na Associação de Futebol a 6 de Agosto de 1927, ensejo que só lhe foi concedido cerca de três meses depois. O seu primeiro jogo oficial ocorreu a 20 de Novembro de 1927.
Era assim constituída a primeira Direção do Clube Desportivo Santa Clara:
- Presidente - Capitão Eduardo dos Reis Rebelo
- Vice-presidente - Tenente João Joaquim Vicente Jr.
- 1º Secretário - Humberto Pacheco Botelho
- 2º Secretário - Álvaro Pimenta dos Santos
- Tesoureiro - José Cardoso
- Vogal - Ivo José Custódio
- Delegados à AFSM; Simeão Inácio da Costa
- Ernesto Ventura Macedo
- António de Sousa Jr.

Compunham a primeira equipa do Clube Desportivo Santa Clara os seguintes 14 atletas:
Efetivos:
- António Andrade
- António Raposo (PicaPau)
- Jacinto da Câmara
- João Raposo
- António Gomes (Americano)
- Manuel Dias
- José Ferreira (Salavanca)
- António Sam Bento
- Manuel Ferreira
- José Serrão
- Manuel de Sousa (Garalha).

Substitutos:
- António Botelho
- António de Sousa
- Marcelino Duarte

Na época de 1997/98 após a conquista da 2ª Divisão B, o clube consegue a subida à 2º Divisão de Honra e às competições profissionais do futebol português. A 30 de maio de 1999 o Santa Clara vence em casa o CD Aves por 4-3 e alcança a subida à Primeira Liga pela primeira vez na sua história e termina a edição da Liga de Honra de 1998/99 no 3º lugar.
Na época de 1999/00, o CD Santa Clara estreia-se no patamar mais alto do futebol português em casa frente ao Sporting CP, com empate a duas bolas. Após uma época tímida, a estadia entre a elite foi curta e acabou despromovido na mesma época.
No entanto a resposta à despromoção não poderia ter sido melhor e o clube volta novamente à elite, após vencer a Segunda Liga em 2000/01.
No regresso à Primeira Liga em 2001/02, o Santa Clara consegue, fruto da desistência do Vitória de Guimarães, o acesso à 1ª ronda da extinta Taça Intertoto, voltando assim a marcar uma estreia na sua história e do futebol nos Açores, ao torna-se o primeiro a participar em competições Europeias. Em 2002 consegue a sua primeira vitória europeia ao derrotar em casa o clube arménio Shirak FC e avança para a 2ª ronda da competição onde acaba por ser eliminado pelo clube checo FK Teplice. Ainda na época de 2002/03 o Santa Clara voltaria a ser despromovido à Segunda Liga.
Após 15 anos na segunda liga, no dia 6 de maio de 2018 garantiu em casa a subida à Primeira Liga ao vencer o Real SC por 3-0.
O regresso à Primeira Liga desta vez é mais frutuoso em comparação às participações anteriores, alcançando o 10º lugar na época 2018/19 e 9º lugar na época 2019/20. Sendo que na época seguinte 2020/21, o Santa Clara alcança a sua melhor prestação na Primeira liga com um 6º lugar, conseguindo assim a sua segunda presença em competições Europeias, ao qualificar-se para a 2ª eliminatória da Liga Conferência da UEFA de 2021/22. Nesta competição o Santa Clara estreia-se frente ao clube macedónio FK Shkupi e elimina este após vencer ambas as mãos. Na 3ª eliminatória o Santa Clara volta a brilhar após eliminar o clube esloveno NK Olimpija Ljubljana, novamente vencendo ambas as mãos e garantindo o acesso ao playoff de qualificação, que seria disputado frente ao histórico clube sérvio FK Partizan. Apesar da vitória por 2-1 em casa, a derrota na Sérvia por 2-0 viria a marcar a eliminação do Santa Clara desta competição. Ainda na época de 2021/22 o Santa Clara alcança o 7º lugar. Na época 2022/23 e após 5 anos seguidos na elite do futebol português, o clube volta a ser despromovido para a Segunda Liga.
À semelhança do virar do milénio, o Santa Clara após descer de divisão reconquista rapidamente a subida à Primeira Liga e sagra-se campeão da Liga Portugal 2 2023/24. A conquista deste titulo dá-se no dia 19 de maio de 2024, ao vencer em casa o União de Leiria por 2-0, num jogo de cariz especial onde foi prestada homenagem aos Bombeiros Voluntários de Ponta Delgada. Ainda na época de 2023/24 o Santa Clara volta a a participar nos escalões seniores do futebol açoriano, ao retomar a atividade da sua equipa B após 12 anos de interregno, sendo que esta venceu o Campeonato de São Miguel.

## Equipamento e Emblema
O Clube Desportivo Santa Clara, embora inicialmente em listas horizontais alternadas, desde a primeira hora teve o vermelho e branco como cores representativas, constituindo o seu original emblema (Art.4º dos estatutos de fundação do C.D.S.C., 21 Junho de 1927) um leão vermelho sobre uma bola em campo branco. 
O emblema do clube durante grande parte da sua história era muito parecido com o do SL Benfica. Em dezembro de 2023, o presidente da Mesa da Assembleia Geral do Santa Clara, Eduardo Medeiros, manifestou a intenção do clube em mudar de emblema, para dotar o clube de um emblema com uma "identidade própria". Após o decorrer um concurso público, no qual foram apresentadas propostas para um novo emblema, os sócios votaram a alteração do emblema a ser utilizado para o clube e para a SAD, a mudança aconteceu após o termino da época desportiva de 2023/24.

## Modalidades
O Santa Clara no início da sua criação foi criado com vista à prática do desporto rei, o futebol. Mas com o passar do tempo o clube teve necessidade de se expandir tendo hoje a prática de mais modalidades, sendo elas o Futebol, o Futsal Masculino e Feminino, e mais recentemente, mas nada oficializado para já também uma equipa de E-sports. No passado o clube já teve as modalidades de Hóquei em Patins e de Basquetebol.

## Futebol

### Histórico
Atualizado: 27 de agosto de 2024
|                  | Presenças | Melhor classificação        | Ano               |
| ---------------- | --------- | --------------------------- | ----------------- |
| Primeira Liga    | 9         | 6º                          | 2020-21           |
| Segunda Liga     | 18        | 1º                          | 2000-01 e 2023-24 |
| II Divisão B     | 4         | 1º (Zona Sul e Ap. Campeão) | 1997-98           |
| III Divisão      | 13        | 1º (na série)               | 1989–90 e 1995–96 |
| Taça de Portugal | 44        | Quartos de Final            | 2020-21 e 2023-24 |
| Taça da Liga     | 17        | Semifinal                   | 2021-22           |

### Historial competições nacionais
| Época | Div.      | Pos. | J. | V  | E  | D  | GM | GS | P  | TP               | TL              | Notas                                       |
| --- | --------- | ---- | -- | -- | -- | -- | -- | -- | -- | ---------------- | --------------- | ------------------------------------------- |
| 1976–77 | Dist      |      |    |    |    |    |    |    |    | 1/16 final       |                 |                                             |
| |           |      |    |    |    |    |    |    |    |                  |                 |                                             |
| 1979–80 | III D     | 13   | 30 | 3  | 12 | 15 | 14 | 34 | 26 | 1/32 final       |                 | Despromovido                                |
| |           |      |    |    |    |    |    |    |    |                  |                 |                                             |
| 1982–83 | III D     | 7    | 30 | 12 | 6  | 12 | 42 | 39 | 30 | 2ª Eliminatória  |                 |                                             |
| 1983–84 | III D     | 7    | 30 | 12 | 7  | 11 | 38 | 32 | 31 | 2ª Eliminatória  |                 |                                             |
| 1984–85 | III D     | 10   | 30 | 11 | 6  | 13 | 32 | 26 | 28 | 2ª Eliminatória  |                 |                                             |
| 1985–86 | III D     | 4    | 30 | 14 | 8  | 8  | 34 | 20 | 36 | 2ª Eliminatória  |                 |                                             |
| 1986–87 | III D     | 2    | 30 | 16 | 8  | 6  | 54 | 29 | 40 | 1ª Eliminatória  |                 | Promovido                                   |
| 1987–88 | II D      | 20   | 38 | 5  | 13 | 20 | 19 | 51 | 23 | 3ª Eliminatória  |                 | Despromovido                                |
| 1988–89 | III D     | 10   | 34 | 13 | 9  | 12 | 35 | 32 | 35 | 2ª Eliminatória  |                 |                                             |
| 1989–90 | III D     | 1    | 34 | 18 | 9  | 7  | 54 | 41 | 45 | 2ª Eliminatória  |                 | Promovido                                   |
| 1990–91 | 2ª Div. B | 14   | 34 | 12 | 9  | 17 | 40 | 56 | 33 | 2ª Eliminatória  |                 | Despromovido                                |
| 1991–92 | 3ª D      | 5    | 34 | 15 | 9  | 10 | 55 | 34 | 39 | 2ª Eliminatória  |                 |                                             |
| 1992–93 | 3ª D      | 14   | 34 | 8  | 14 | 12 | 27 | 40 | 30 | 1ª Eliminatória  |                 |                                             |
| 1993–94 | 3ª D      | 13   | 34 | 10 | 9  | 15 | 28 | 52 | 29 | 1ª Eliminatória  |                 |                                             |
| 1994–95 | 3ª D      | 18   | 34 | 3  | 9  | 22 | 20 | 70 | 15 | 1ª Eliminatória  |                 |                                             |
| 1995–96 | 3ª D      | 1    | 26 | 16 | 7  | 3  | 48 | 15 | 55 | 1ª Eliminatória  |                 | Promovido                                   |
| 1996–97 | 2ª Div. B | 2    | 34 | 19 | 6  | 9  | 67 | 36 | 63 | 3ª Eliminatória  |                 |                                             |
| 1997–98 | 2ª Div. B | 1    | 34 | 18 | 8  | 5  | 60 | 31 | 65 | 4ª Eliminatória  |                 | Promovido                                   |
| 1998–99 | 2D        | 3    | 34 | 13 | 13 | 7  | 53 | 37 | 55 | 5ª Eliminatória  |                 | Promovido                                   |
| 1999–00 | 1D        | 18   | 34 | 7  | 10 | 17 | 35 | 50 | 31 | 5ª Eliminatória  |                 | Despromovido                                |
| 2000–01 | 2D        | 1    | 34 | 20 | 7  | 7  | 60 | 37 | 67 | 3ª Eliminatória  |                 | Promovido                                   |
| 2001–02 | 1D        | 14   | 34 | 9  | 10 | 15 | 32 | 46 | 37 | 5ª Eliminatória  |                 |                                             |
| 2002–03 | 1D        | 17   | 34 | 8  | 11 | 15 | 39 | 54 | 35 | 5ª Eliminatória  |                 | Despromovido                                |
| 2003–04 | 2D        | 13   | 34 | 11 | 9  | 14 | 41 | 44 | 42 | 3ª Eliminatória  |                 |                                             |
| 2004–05 | 2D        | 15   | 34 | 11 | 6  | 17 | 39 | 49 | 39 | 4ª Eliminatória  |                 |                                             |
| 2005–06 | 2D        | 6    | 34 | 13 | 12 | 9  | 45 | 32 | 51 | 4ª Eliminatória  |                 |                                             |
| 2006–07 | 2D        | 4    | 30 | 15 | 5  | 10 | 34 | 31 | 50 | 4ª Eliminatória  |                 |                                             |
| 2007–08 | 2D        | 10   | 30 | 10 | 7  | 13 | 31 | 50 | 37 | 4ª Eliminatória  | 1ª Eliminatória |                                             |
| 2008–09 | 2D        | 3    | 30 | 15 | 7  | 8  | 45 | 32 | 52 | 5ª Eliminatória  | 1ª Eliminatória |                                             |
| 2009–10 | 2D        | 4    | 30 | 13 | 12 | 5  | 45 | 29 | 51 | 4ª Eliminatória  | 1ª fase Grupos  |                                             |
| 2010–11 | 2D        | 9    | 30 | 10 | 8  | 12 | 26 | 29 | 38 | 3ª Eliminatória  | 1ª fase Grupos  |                                             |
| 2011–12 | 2D        | 12   | 30 | 8  | 10 | 12 | 29 | 38 | 34 | 2ª Eliminatória  | 2ª fase Grupos  |                                             |
| 2012–13 | 2D        | 11   | 42 | 15 | 14 | 13 | 55 | 48 | 59 | 4ª Eliminatória  | 2ª Eliminatória |                                             |
| 2013–14 | 2D        | 15   | 42 | 13 | 9  | 20 | 38 | 46 | 48 | 3ª Eliminatória  | 2ª Eliminatória |                                             |
| 2014–15 | 2D        | 19   | 46 | 10 | 21 | 15 | 33 | 42 | 51 | 2ª Eliminatória  | 1ª Eliminatória |                                             |
| 2015–16 | 2D        | 16   | 46 | 15 | 12 | 19 | 49 | 52 | 57 | 3ª Eliminatória  | 1ª Eliminatória |                                             |
| 2016–17 | 2D        | 10   | 42 | 16 | 12 | 14 | 42 | 42 | 60 | 4ª Eliminatória  | 2ª Eliminatória |                                             |
| 2017–18 | 2D        | 2    | 38 | 19 | 9  | 10 | 55 | 40 | 66 | 5ª Eliminatória  | 2ª Eliminatória | Promovido                                   |
| 2018–19 | 1D        | 10   | 34 | 11 | 9  | 14 | 43 | 45 | 42 | 4ª Eliminatória  | 2ª Eliminatória |                                             |
| 2019–20 | 1D        | 9    | 34 | 11 | 10 | 13 | 36 | 41 | 43 | 5ª Eliminatória  | 3ª Eliminatória |                                             |
| 2020–21 | 1D        | 6    | 34 | 13 | 7  | 14 | 44 | 36 | 46 | Quartos de final |                 | Melhor posição na liga e apuramento Europeu |
| 1D - 1ª Divisão/1ª Liga; 2D - 2ª Liga/Liga de Honra; II D - Segunda Divisão; III D - Terceira Divisão; 2ª Div. B - 2ª Divisão B (3º escalão); 3ª D - 3ª Divisão (4º escalão) |           |      |    |    |    |    |    |    |    |                  |                 |                                             |

### Histórico Competições Europeias
| Época   | Competição              | Eliminatória | Adversário         | Casa | Fora | Acumulado |
| ------- | ----------------------- | ------------ | ------------------ | ---- | ---- | --------- |
| 2002–03 | Taça Intertoto          | 1ª El.       | Shirak             | 2–0  | 3–3  | 5–3       |
| 2002–03 | Taça Intertoto          | 2ª El.       | Teplice            | 1–4  | 1–5  | 2–9       |
| 2021–22 | Liga Conferência Europa | Q2           | Shkupi             | 2–0  | 3–0  | 5–0       |
| 2021–22 | Liga Conferência Europa | Q3           | Olimpija Ljubljana | 2–0  | 0–1  | 3–0       |
| 2021–22 | Liga Conferência Europa | Play-off     | Partizan           | 2–1  | 2–0  | 2–3       |
| 2025–26 | Liga Conferência Europa | Q2           | NK Varaždin        | 2–0  | 1–2  | 3–2       |
| 2025–26 | Liga Conferência Europa | Q3           | Larne FC           | -    | -    | -         |

## Palmarés do futebol
- Segunda Liga
  - Campeão (2): 2000/01, 2023/24

- Segunda Divisão B (3º escalão)
  - Campeão (1): 1997/98

Classificações do século XXI
- Época 2000/01 - 1º lugar na Liga de Honra
- Época 2001/02 - 14º lugar na Liga Portuguesa
- Época 2002/03 - 17º lugar na Liga Portuguesa (Despromoção à Liga de Honra)
- Época 2003/04 - 12º lugar na Liga de Honra
- Época 2004/05 - 15º lugar na Liga de Honra
- Época 2005/04 - 6º lugar na Liga de Honra
- Época 2006/07 - 4º lugar na Liga de Honra
- Época 2007/08 - 10º lugar na Liga de Honra
- Época 2008/09 - 3º lugar na Liga de Honra
- Época 2009/10 - 4º lugar na Liga de Honra
- Época 2010/11 - 9º lugar na Liga de Honra
- Época 2011/12 - 12º lugar na Liga de Honra
- Época 2012/13 - 11º lugar na Liga de Honra
- Época 2013/14 - 15º lugar na Liga de Honra
- Época 2014/15 - 19º lugar na Liga de Honra
- Época 2015/16 - 16º lugar na Liga de Honra
- Época 2016/17 - 10º lugar na Liga de Honra
- Época 2017/18 - 2° lugar na Liga de Honra (Promoção à Liga Portuguesa)
- Época 2018/19 - 10° lugar na Liga Portuguesa
- Época 2019/20 - 9° lugar na Liga Portuguesa
- Época 2020/21 - 6° lugar na Liga Portuguesa (Acesso à Liga Conferência Europa - 2ª Eliminatória)
- Época 2021/22 - 7° lugar na Liga Portuguesa
- Época 2022/23 - 18° lugar na Liga Portuguesa (Despromoção à Liga de Honra)
- Época 2023/24 - 1° lugar na Liga de Honra

## Claques organizadas
Atualmente o clube conta com o apoio da Armada Vermelha fundada em 2017, sendo que no passado contou com o apoio das claques Santa 11, criada no ano de 2011, Red Boys on FIRE, formada em 2008, Devils'r'us, fundados em 2004, que tinham sucedido à Santa Canalha (1998) e aos Ultras Santa (2001).